# Tiaa
Tiaa ókori egyiptomi királyné a XVIII. dinasztia idején, II. Amenhotep egyetlen név szerint ismert felesége, IV. Thotmesz anyja.
Származása nem ismert. II. Amenhotep uralkodása alatt a királyi család nőtagjai a háttérbe szorultak, feltehetőleg Hatsepszut fáraónő uralkodása miatt, melyet utódai elleneztek. Tiaa neve feltehetőleg csak azért maradt fenn, mert ő volt a következő fáraó anyja. Fia uralkodása alatt kapta meg utólagosan a nagy királyi hitves címet is, melyet férje uralkodása alatt egyedül az anyakirályné, Meritré-Hatsepszut viselt.
Tiaa a férje által épített műemlékek közül egyen sem tűnik fel, csak azokon, amelyeket fia építtetett hozzá utólag. Thotmesz uralkodása alatt azonban nagy tiszteletben részesítették. A „király anyja és a „nagy királyi hitves címek mellé megkapta „az isten felesége címet is, és a fáraó gyakran ábrázoltatta magát Tiaával és főfeleségével, Nofertarival, akik Ízisz és Hathor szerepét töltötték be a fáraó, Hórusz megtestesülése mellett. Meritré-Hatsepszut számos ábrázolását is átalakították Tiaa számára. IV. Thotmesz egyik leányát, Tiaa hercegnőt róla nevezték el.
A királynét a Királyok völgye 32. sírba temették. A sír befejezetlen és díszítetlen, de Tiaa több temetkezési kellékét is megtalálták, köztük kanópuszedényeit. Az esővíz a tárgyak közül párat átsodort a szomszédos sírba, a jóval később épült Királyok völgye 47-be, amely a XIX. dinasztia végén uralkodó Sziptah sírja volt, emiatt sokáig azt hitték, Sziptah anyját is Tiaának hívták.
Címei: Nagy királyi hitves (ḥm.t-nỉswt wr.t), A király felesége (ḥm.t-nỉswt), Felső- és Alsó-Egyiptom királyának felesége (ḥm.t nỉswt-bỉtỉ), Aki látja Hóruszt és Széthet (m33.t-ḥrw-stš), A teljes Két Föld asszonya (ḥnwt t3.wỉ tm.w), Hórusz segítője (ḫt-ḥrw), Minden hölgy úrnője (ḥnwt ḥm.wt nb.t), Örökös hercegnő (ỉrỉỉ.t-pˁt), Örökös hercegnő a nagy házban (ỉrỉỉ.t-pˁt m pr-wr), Nagy kegyben álló (wr.t-ḥzwt), Nagy kegyelmű (wr.t-ỉm3.t), Édes szeretetű (bnr.t mrwt), A király anyja (mwt-nỉswt), Az isten felesége (ḥm.t-nṯr), Az isten keze (ḏr.t-nṯr), Geb lánya (z.t gb), (šsm.wt šnḏ.t).